# Sybil Brand
Sybil Brand (de soltera Morris, c. 1899-17 de febrero de 2004) fue una filántropa y activista estadounidense, reconocida principalmente por su trabajo para mejorar las condiciones de las cárceles de Los Ángeles. Dio nombre al Instituto Sybil Brand (SBI), una cárcel para mujeres en el condado de Los Ángeles. La institución cerró tras el terremoto de Northridge de 1994.

## Biografía

### Inicios
Sybil Morris nació en Chicago, Illinois, hija de los inmigrantes judíos Abraham Morris (1877-1951) y Hattie Morris (1883-1969) en algún momento entre 1899 y 1903.
Su padre, un corredor de bolsa, trasladó a la familia a Los Ángeles cuando Sybil tenía dos años. Conocida en los círculos benéficos desde su adolescencia, fue nombrada por primera vez para integrar la Comisión de Bienestar Público en 1945 por el entonces supervisor Leonard Roach.

### Reformas a las prisiones
En la década de 1950, Brand formaba parte de una comisión que inspeccionaba los hospitales y las cárceles del condado de Los Ángeles. Como la única comisionada que se ofreció a inspeccionar las prisiones, Brand quedó sorprendida con las malas condiciones que debían vivir las mujeres en estos centros. En ese momento, unas 1800 mujeres estaban recluidas en instalaciones diseñadas para albergar a 1300, en la decimotercera planta del Palacio de Justicia de Los Ángeles.
Más adelante, Brand lideró una campaña para construir una nueva cárcel del condado para mujeres. Gracias a sus esfuerzos, el 29 de enero de 1963 se inauguró el Instituto Sybil Brand, el cual se vio obligado a cerrar tras el terremoto de Northridge de 1994, que lo dejó seriamente afectado. La falta de presupuesto retrasó su remodelación y reapertura, y por eso las reclusas fueron alojadas en el correccional Twin Towers, en el centro de Los Ángeles.

## Plano personal
En 1926 se casó con su primer esposo, Gabriel Leavy, en Los Ángeles. Tuvieron un hijo llamado George. En 1933 se casó por segunda vez, con Harry Brand, quien se convirtió en jefe de publicidad de 20th Century Fox. Falleció el 17 de febrero de 2004.